# Odda
Pour les articles homonymes, voir Odda (homonymie).
Odda est une commune de Norvège. Elle est située dans le comté de Hordaland.

## Personnalités originaires d'Odda
- Le photographe et pomologue Knud Knudsen (1832-1915).
- Le poète Claes Gill (1910-1973).
- L'écrivain et journaliste Frode Grytten (né en 1960).
- L'athlète Ingvill Måkestad Bovim (née en 1981).
- Le joueur de football Håkon Opdal (né en 1982).
- Le compositeur, chanteur et guitariste Olve Eikemo (né en 1973).

## Tournage
- Ragnarök (2020), série télévisée norvégienne créée par Adam Price pour Netflix. La ville y est rebaptisée Edda.

## Procédé d'Odda
En chimie, Odda donne son nom au procédé d'Odda, découvert par le chimiste norvégien Erling Johnson en 1927. Ce procédé permet, grâce à l'emploi de nitrophosphate, de produire des engrais composés sans recourir à l'acide sulfurique.

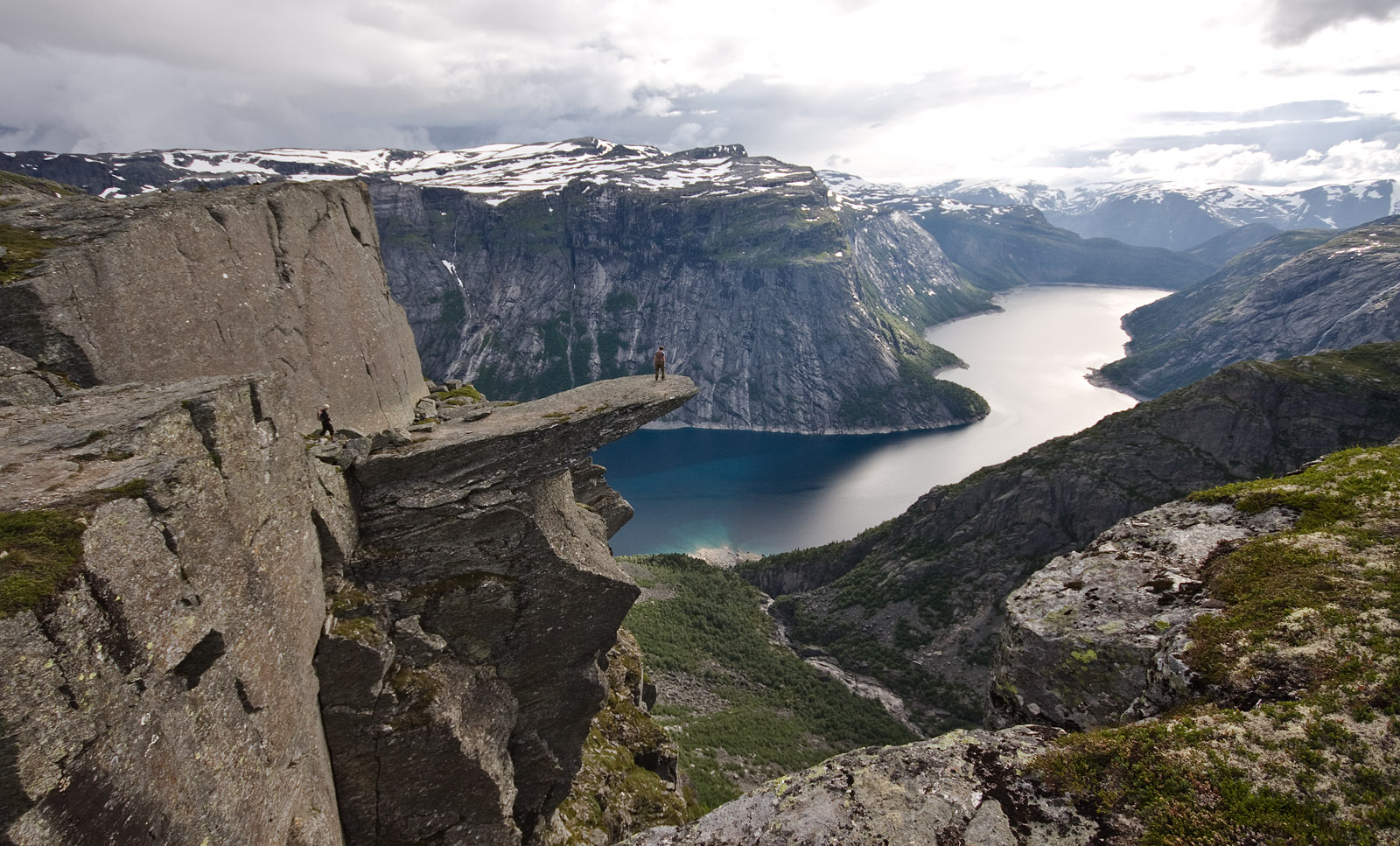
Trolltunga.